# Giorgio Castellani (politico)
Giorgio Castellani (L'Aquila, 23 aprile 1943) è un politico italiano.

## Biografia
Nato all'Aquila nel 1943, conseguì la laurea in medicina, diventando medico chirurgo. Entrò in politica con la Democrazia Cristiana e con le elezioni provinciali del 1990 diventò consigliere provinciale della provincia dell'Aquila; da quello stesso Consiglio fu poi eletto Presidente della provincia dell'Aquila, incarico che mantenne fino al 1993. Alle elezioni politiche del 1994 si candidò alla Camera dei deputati nel collegio elettorale dell'Aquila con la coalizione Patto per l'Italia, non risultando però eletto.